# 襄公 (衛)
襄公（じょうこう、紀元前?年 - 紀元前535年）は、衛の第28代君主。献公の子。

## 生涯
献公の子として生まれる。
献公後3年（前544年）5月、献公が薨去したため、子の悪（あく）が立って衛君（以降は襄公と表記）となった。
襄公6年（前538年）夏、楚の霊王が諸侯を招集したが、襄公は病と称して欠席した。
襄公9年（前535年）8月、襄公が薨去し、子の元が立って衛君（霊公）となった。

## 子女
- 霊公
- 公子某 - 公孫斑師の父。

## 参考資料
- 『春秋左氏伝』（昭公四年、七年）
- 司馬遷『史記』（衛康叔世家第七）